# NGC 7559
NGC 7559 este o galaxie situată în constelația Pegas. A fost descoperită în 19 octombrie 1784 de către William Herschel. Se află la o distanță de 62,28 de megaparseci de Pământ.